# Australosfènides
Els australosfènides (Australosphenida) són un clade de mamífers que està gairebé extint del tot. Actualment, només n'hi ha cinc espècies vivents a Austràlia i Nova Guinea, però se n'han trobat fòssils a Madagascar i l'Argentina. Les espècies vivents són l'ornitorrinc i les quatre espècies d'equidnes.